# Estación de Cantón
La Estación de ferrocarril de Cantón (en chino simplificado, 广州火车站; pinyin: Guǎngzhōu Huǒchēzhàn) es la principal estación ferroviaria de pasajeros de Cantón, la capital de la provincia homónima, y una de las estaciones de tren más transitadas del sur de China. Tiene conexiones con líneas de alta velocidad y el metro de Cantón. La nueva estación de Cantón Sur, inaugurada en 2010, está diseñada para reemplazar progresivamente a esta como la principal estación de ferrocarril de la ciudad.
La estación fue inaugurada el 12 de abril de 1974 y reemplazó progresivamente, a su vez, a la estación de tren Dashatou —anteriormente conocida como la estación de Guangzhou-Kowloon—, construida en 1911 y demolida en 1985. La estación de Cantón incluye las líneas con trenes a Beijing (ferrocarril Jingguang) y a Lhasa.